# Siphona tropica
Siphona tropica är en tvåvingeart som först beskrevs av Townsend 1915.  Siphona tropica ingår i släktet Siphona och familjen parasitflugor. Inga underarter finns listade i Catalogue of Life.